# Осівці (Камінь-Каширський район)
Осі́вці — село в Україні, у Камінь-Каширській громаді Камінь-Каширського району Волинської області.
Нараховується близько 440 будинків
Населення становить 1196 осіб.

## Історія походження
Село Осівці розташоване у Волинській області Камінь-Каширському районі за 4 км на північ від районного центру м. Камень-Каширський.
Перша писемна згадка датується 1523 р. Як Ільблє, а згодом і Ольблє. Належало село Ковельському повітові 55 км. Від міста Ковля, у місцевості типово поліській. Наприкінці XIX століття в селі Ольблє-Лядське було 84 будинки і 701 жителів, дерев'на церква з XVII століття, у якій переховувалося рукописна Євангелія з початку XVIII століття, у кінці якої переписчиком додано такий же рукописний словник, який спеціально доданий для пояснення людям незрозумілих Євангельських слів (подане окреме гасло зі словника і його пояснення: « кустодія, сіріч сторожа або варта»).
Населення  Ольбля-Лядського — міщани і купці містечка Каменя-Каширського у далеку давнину називали «лебедями», а сьогодні називають «Лебці». Ще по розповідях жителів були односельчани які несли службу при замку князів Каширських і Сангушків ходили з ними у далекі походи. І у деяких ще в XIX ст. Переховувалися пергаментні документи із зображенням птиці подібної чи то до лелеки, чи то до лебедя, точно невідомо.  Відзначались вони відвагою так, що часом траплялися не тільки злодійства, але і грабіжі купецьких крамниць і яток.
У 1583 році село належало до  Камінь-Каширського князя Григорія Коширського, який платив від О. За 12 дим. І 5 город. Урочища в селі: Тихор, Загребля, Замосточчя, Ясень, Переділ, Сталина, Лисуха, Занивище. За переписом 1911 року до великої земельної власності Качковських належало  Озеро яке мало аналогічну назву із селом — Ольблє.
Належало село, князю Андрію Сангушку. Згодом у XVIII ст.  Село Ольблє до своєї назви було додано означення «Лядське», на відміну від сусіднього населеного пункту яке звалось Ольблє-Руське. Також Ольблє-Лядське у побуті ще називали Ольблє- Ляцьке і Ляхське. Лядське — перша частина цієї назви походила від назви озера, а друга відображала той факт, що село належало польським поміщикам. У 1946 році його перейменували можливо за назвою найближчого урочища. [1, c.58]
Існують і досить цікаві історії які бродять поколіннями. Назва населеного пункту походить від того що в ньому дуже багато ос, а люди з навколишніх сіл між собою почали називати жителів села людьми з Осовця.
А інша легенда говорить про те, що дуже давно чи то в селі Ольблє-Лядське чи то в сусідньому Ольблє-Руське (Грудки) стояв великий замок. Жили в ньому дуже багаті люди. У них довго не було дітей, але Бог змилувався і подарував  їм доньку яку вони назвали Оль. Батьки її дуже любили, оскільки у них не було більше дітей, то всю любов вони віддавали їй. Коли Оль стала доросла, у неї закохався простий сільський хлопець Блє. Довго він добивався руки і серця дівчини, але вона була дуже горда. Одного разу Оль пішла купатись в озеро і пропала. Довго Блє ходив берегом, гукав, плакав, і не дочекавшись, сам пішов у водне царство. З того часу озеро почали називали Ольблє, а згодом і село.
Раніше озеро Ольблє славилося своєю рибою — селяни її продавали. Нині воно називається Лука. На його берегах розміщені села Грудки та Осівці, а трохи далі — село Ольшани, яке нині належить до Осівцівської сільської ради. Невелике село Ольшани в основі назви моє слово «ольха», тобто вільха. Це дерево яке росте переважно в заболочених низинах, [5,c. 87]
Житель одного із сусідніх сіл приїхав відпочити до озера яке теж так і називалось Ольблє. До речі про назву озера існую теж своя легенда. І от цей житель який приїхав на відпочинок до озера, зустрівся великою кількістю ос, був дуже сильно ними поранений. А коли приїхавши до свого дому на питання: «Де ж ти був?» нічого не міг вимовити окрім: « Оси сі, оси ці». Отже село називалось Осовці.
Існує також досить цікавий чи то факт, чи то легенда. За словами жителя села Осівці Хомича Федора Володимировича про те, що ще він почув від його діда наступне: «Колись давно наше озеро не було таким великим і глибоким, а до середини можна було легко дійти пішки по стежині, там стояла стара-стара церква і скільки їй років, чи коли побудована ніхто не пам'ятає чи то не знає. А потім, з часом  у зв'язку із збільшенням води у озері церква залишилась на його дні.  Але пам'ятаю я  те, що говорило і не тільки наше село а й сусідні. Що з озера сплили на поверхню води, царські врата (вхідні двері до вівтаря)  цілі і непошкоджені».
Чудове озеро, багаті ліси, чисте повітря — основне багатство поліського краю того часу. І не даремно облюбували Осовець поляки!  Спочатку воно йменувалось Ільблє, а згодом його перейменували на Ольблє Лядське (Ляхське, Ляцьке), що в перекладі означає облюбоване ляхами. Село розташоване на західному березі озера і тягнеться по лівому і правому боці дороги, що йде з міста Камінь-Каширськ в село Черче і Бузаки. А ще одна легенда розповідає про олюбовані (найкращі) місця мисливства, збиральництва, рибальства. Отже Ольблє — знову ж таки облюбоване місце. Ця назва трималась аж до 1939 року, [5,c. 196]
З 1939 року законною була назва Осовсі, і лише 1992 році  сучасна назва Осівці.
Селом володів домініканський костел Каменя-Каширського на священників якого мешканці відробляли панщину. Інформація про відміну кріпацтва дійшла до тодішнього Ольблє-Лядського приблизно 1869—1870 рр. Кріпаки ж відмовилися від роботи на панщині. Було створено спеціальну комісію на поділ панської землі. Поділена вона була на панську, державну, і церковну. Частина лісів і панських земель відійшли до власності селян, за що ті сплачували податок державі, [8,c. 301]      У 1903 році, даними огляду Волинської губернії, тут налічувалося 115 дворів у яких мешкало 602 особи, [4,c .99]
Землі навколо села до 1939 року було поділено між двома поміщиками Качковським і Мільвіцом Єдвіном (Бобриком), відомими своєю жорстокістю і звичкою гарно «почастувати» нагайкою непокірних за най меншу провину, [7,c. 95]
Із слів жителя тодішнього Ольбле-Лядського Цапа Івана Васильовича  нині покійного: « Бобрик, родом із Білорусії, працював раніше волосним писарем, потім купив маєток у нашому селі. (На місці сучасного пляжу, або неподалік від нього)  Йому належали землі на південно-східній частині населеного пункту. Качковський походив із Володимира — Волинського. Йому належали землі на південному заході села».

## Постаті
- Дем'яник Петро Андрійович (1977–2022) – сержант 93-ї окремої механізованої бригади "Холодний Яр". Загинув у місті Соледар на Донеччині.
- Чоп Михайло Федорович (1986-2023) – солдат Збройних Сил України, учасник російсько-української війни. Загинув наприкінці січня 2023 року у місті Соледар в Донецькій області. Похований 19 березня 2023 року на місцевому кладовищі села Осівці.
- Іщик Тарас Миколайович (2002-2023) – солдат Збройних Сил України, учасник російсько-української війни. Загинув 11 грудня 2023 року в Донецькій області. Похований 16 грудня 2023 року на місцевому кладовищі села Осівці.
- Цап Василь Сергійович (1998-2023)  – солдат Збройних Сил України, учасник російсько-української війни. Загинув 7 вересня 2023 р. в Донецькій області під час виконання бойового завдання. Похований 20 квітня 2024 р. на місцевому кладовищі села Осівці.

## Населення
Згідно з переписом УРСР 1989 року чисельність наявного населення села становила 1136 осіб, з яких 590 чоловіків та 546 жінок.
За переписом населення України 2001 року в селі мешкало 1187 осіб.

### Мова
Розподіл населення за рідною мовою за даними перепису 2001 року:
| Мова       | Відсоток |
| ---------- | -------- |
| українська | 99,50 %  |
| російська  | 0,42 %   |
| білоруська | 0,08 %   |

## Культурно освітній розвиток села Осівці
У далекі історичні часи жителям села Осівці, як загалом і всіх сіл Волинського Полісся, годі було й думати про освіту. Проте, хоча вони й належали до холопів, але у багатьох горів потяг до знань, [6,c. 65]
Шкіл на Камінь-Каширщині було дуже мало. Більшість з них при церквах. Така церковно — приходська школа у середині XIX століття функціонувала у сусідньому селі Грудки (тоді село Ольблє-Руське). Її відвідували окремі діти с. Осівці (тоді село Ольблє-Лядське). Пізніше у Грудках почала діяти світська школа, яку масово відвідували осівчани (леби — так їх тоді називали), [1,c. 258]
У 1933 році польський воєвода на клопотання солтиса С. Я. Лесика дав дозвіл на відкриття школи 1 ступеня у с. Ольблє-Лядське, оскільки тут налічувалося понад 60 дітей шкільного віку. Більше того, влада дозволила здійснювати навчання не лише польською, а й українською мовами.
```
Спеціального приміщення не було тому орендували будинки у селян. Спочатку діти навчались у хаті Івана Петровича Митчика. У класній кімнаті не було підлоги, учні сиділи за столами на лавках, писали олівцями на газетах. Батьки купляли підручники. Бідних дітей харчували безкоштовно, давали їм одяг. Першим вчителем і завідувачем школи був поляк Марек Козловський. Педагогом була його дружина. Ці люди отримували газети, читали книжки, грали на скрипці і дуже гарно співали. Української мови навчала вчителька Табарниківна, яка працювала недовго, оскільки була звільнена за політичну неблагонадійність. Хоча і був дозвіл на викладання українською мовою, проте вона зазнавала утисків. Учителі-поляки наполягали на використання у повсякденному житті польської. За не послух чіпляли на грудях табличку з написом : «Мувіць тілько по-польськему !»,[2,c. 156]
```

У 1939 році з приходом радянської влади, школа продовжувала діяти і викладання велось лише українською. Статистика того часу свідчить, що більше  половини  дітей були поза школою і більше 60 % — неписьменними — це наслідок того, що від польської школи можна було уникнути.  Якщо батьки хотіли щоб їхня дитина не навчалась, то офіційно платили владі і до них ніхто не мав претензій. Тому з перших днів Радянської влади продовжували працювати ті школи, наповнюваність яких становила теж 60 %. А для дорослих застосовувались школи лікнепу. Першими радянськими вчителями були Марія Володимирівна Войтусік (загинула під час бомбардування німцями міста Каменя-Каширського) і Юхимія Антонівна Каламарчук (нині Генсецька) із села Черче, [7,c. 310]
У перші дні війни навчання вимушено перервалося.  У 1942 році школа відновила свою діяльність. У тім у хаті Митчика І. П. Було замало місця, тому 3-ті і 4-ті класи розмістили у маєтку Мільвіца Єдвіна (Бобрика), який ще у 1939 році втік.
У 1944 році учнів побільшало, тому знову виникла потреба орендувати більше приміщень. Тепер діти навчалися в хатах Гната Семенюка(Шершня), Михайла Івановича Митчика (Маджулика). За оренду платили 30-40 карбованців, та ще брали хазяїв на роботу техпрацівниками, яким платили 110 карбованців. У цьому році прибули вчителі із східних областей України Надія Іванівна Вільха, Галина Фомівна Карабівна, Марія Павлівна Гель. Остання була призначена вчителем і завідувачем  школи.
У 1945 році навчання продовжувалось. У відомості про збитки, нанесені фашистами школам Каміни-Каширщини, під номером 21 значиться початкова школа Ольбля- Лядського, розрахована на 280 учнів і зруйнована на 100 %,[4,c. 97]
У 1946 році школу було перейменовано з Ольблє-Лядської на Осовецьку. Педагогічний колектив поповнився новими вчителями. На роботу прийняли Марію Гнатівну Попович та Марію Степанівну Сліпченко. До школи вступило 35 учнів 1938—1940 р.н., а в 1947 — 6 учнів 1937—1940 р.н.
У 1948 році школа отримала статус семирічної. Під навчальні приміщення  було передано хати Наума Лесика та Тараса Іщика (Витко), господарі які потрапили у жорна репресій тогочасної влади.      До речі ці приміщення-корпуси слугують учням і нині. Умови навчання значно поліпшились. Було завезено зошити, підручники, письмове приладдя. Прибули нові вчителі Катерина Павлівна Стороженко, Петро Карпович Хмелюк. Збільшилася і учнівська сім'я. До школи було зараховано 31 учня 1939—1940 р.н.,  а в 1949-му — ще 28 дітей-переростків.
У 1949 році створюється Осовецька вечірня школа сільської молоді. Прибула новий педагог Ліда Григорівна Зданюк. Особлива увага приділялась дітям круглим сиротам. Утриманцям яких виплачувалась допомога. Такими сиротами були Микола Павлович Пахарів(1941 р.н.), Ганна  Петрівна Митчик, Любов Вакулівна Митчик (1942 р.н.), [3,c. 222]
У 1950 році до школи вступило 57 учнів. ЗАВІДУВАЧЕМ ШОЛИ БУВ Михайло Федорович Хезенко. Прибули нові вчителі Антоніна Миколаївна Шило, Арсен Андрійович Карачун, Олена Василівна Андрусевич, Марія Григорівна Федоренко, Софія Василівна Петрак, Анастасія Касянівна Козік, Н. В. Кухарік, О. В. Когут, І. М. Радкова.
У 1951 році у перший клас вступило 20 учнів. У 50-60-х роках спостерігалась велика плинність кадрів. Спеціалісти із східних та південних областей довго не затримувались.
З 1953 року по 1955 рік в Осовецькій семирічці працювали Іван Романович Шевчук, Марія Федорівна Шевчук, Надія Яківна Сущук, Віра Олексіївна Довга, Тетяна Іванівна Коваленко, Поліна Ноздрачова, Ніла Даниліна Альохіна, Тамара Лесік, Параска Дмитрівна Яценко, Надія Павлівна Баранівська, Василь Онуфрійович Лесік, Ніна григорівна Цвень, Марія Миайлівна Сижук, Ганна Олександрівна Дмитрук (Гембік), в'ячеслав Васильович Васильченко, Марія Антонівна Лукашук.
У 1954 році до школи прибули Олександр Федорович Балабуха та Марія Михайлівна Печеніжська. У 1955 році Олександр Федорович був призначений директором. Він пройшов фронт Великої Вітчизняної Війни. На посаді директора Олександр Федорович пробув 7 років, у 1962 році помер. У ці роки прийшов ще один вчитель, який відіграв надзвичайно велику роль у її розвитку — це Гембік Василь Степанович. Він викладав трудове навчання та фізкультуру і був майстром на всі руки: бджолярем, садівником, спортсменом, туристом, фотографом … Його ентузіазму та ініціативності не було меж. Він працював з дітьми з 8 ранку і до 12 ночі. У ці роки в школі народилося багато традицій, які десятки років були основою виховання учнів. Широкої популярності набрала спортивно-масова робота, військова-патріотичне, моральне, фізичне, трудове виховання. Навчально-матеріальна база створювалась власноруч.  Уроки трудового навчання та фізкультури були забезпечені усім необхідним обладнанням та інвентарем. Василь Степанович Працював у школі 21 рік. Цей період характеризується ефективним розвитком школи. Обгородили подвір'я, заклали сад, виноградник, розбили клумби, завели бджіл, створили кролеферму (було більше 400 голів), вирощували полуниці, утримували парничок, збудували стрілецький тир, облаштували спортивний та географічний майданчики. Діяли гуртки «Юний кролевод», «Юний натураліст», «Бджоляр», «Спортивний», «Авіамодельний», [3,c. 400]
Хороша спадщина дісталась наступникам Василя Степановича — Гембіку Миколі Івановичу, Краму Дмитру Йосиповичу, Букало Олександру Володимировичу, Бащуку Юрію Леонідовичу та ін.
У ті роки сформувався прекрасний колектив однодумців, ентузіастів, фанатів педагогічної справи. Чимало з них віддали кращі роки свого життя: Г. О. Дмитрук-Гембік — 23 роки, М. М. Печеніжська — 13 років, Н. П. Баранівська — 13років, М. М. Букало — 19 років, І. Л. Должко-Пахачук — 26 років, Й. З. Гембік — 12 років, М. П. Шостак — 18 років, К. О. Герасимик — 16 років.
У 1959 році школа отримує статус восьмирічки.  У 1960 році збудували господарським методом новий корпус школи, який після двох дядьківських хат став третім корпусом.
З 1962 року по 1970 рік школу очолював Григорій Степанович Доманюк — чудовий історик, прекрасний філолог, талановитий художник. Він підтримав усі надбання попередників, продовжував розвивати шкільну освіту. Під його керівництвом формувався високо професійний педагогічний колектив. Як правило у ці роки більшість вчителів здобувала освіту шляхом заочного навчання. Ще тривала плинність кадрів, предмети читали не фахівці, на роботу призначались десятикласники. Колектив попвнився новими педагогами: Шостак М. П., Букало М. М., Гембік Й. З., К. М. Букало, Н. К. Букало, Ф. М. Колошук, С. Й. Мельник, Н. К. Нікітіна, Н. А. Никитюк, О. С. Ющик, А. Ф. Дегтярова, Л. О. Фаріна.
У 1968 році господарським методом збудовано корпус № 4, де розмістили навчальну майстерню, [2,c.  25]
З 1970 по 1978 роки працював директором школи Федір Миколайович Колошук. Він переймає досвід попередніх керівників і створює свою систему роботи. Значно покращується якісний склад педагогічних кадрів. Збільшується кількість вчителів з вищою освітою, двоє удостоїлися звання «Відмінник народної освіти УРСР» (Колошук С. Й. І Гембік В. С.) Більшість предметів читали фахівці. Посилилась робота з обдарованими дітьми. Учні брали активну участь у районних предметних олімпіадах, займали призові місця. Школу не полишала спортивна слава. На високому рівні здійснювалось трудове навчання і виховання. Навчальна майстерня була однією із кращих в районі. Заслуговувала на визнання і технічна творчість. Результативно працювали авіамодельний, фотографічний, хоровий гуртки та спортивні секції різних напрямків. Пожвавилась робота юних натуралістів, туристів-краєзнавців. Заявили про себе нові педагоги, зокрема Н. К. Іщик, Н. Я. Шворак, Щ. С. Ющик, Л. Г. Павляшик, Л. І. Островець. У цей період заступниками директора працювали Алла Федорівна Дегтярова, Катерина Миколаївна Букало-Гембік, Катерина Омелянівна Герасимик, Любов Омелянівна.
У 1978 році директором школи призначено Л. О. Дем'яний яка й донині працює на цій посаді, заступником — Г. А. Митчик.
У 1970—1990 роках школа вийшла на новий етап свого розвитку. Із попередніх працівників маже ніхто не залишився. Лише у 1978 році прибуло 8 молодих спеціалістів — Ольга Адамівна Дейнка-Гетьманчук — вчитель 1-4 класів, Віра Федорівна Муц-Стоцька — вчитель біології, Валентина Галактіонівна Воронович — вчитель української мови та літератури, Анастасія Давидівна Сидорук-Митчик та Тамара Степанівна Гулик — вчителі російської мови та літератури, Володимир Іванович Гулик — вчитель історії, Марія Захарівна Турковець — вчитель фізики, Петро Юрійович Турковець — вчитель фізкультури, К. І. Плясун — вчитель початкових класів. Молоді колеги принесли в школу багато нового. У роботі колективу відбувались великі зміни. Однак традиції попередніх років підтримувались. Основу колективу становили такі сумлінні, самовіддані, досвідчені вчителі, як Олександр Степанович Ющик, Ольга Макарівна Букало, Любов Іванівна Островець, Ліда Григорівна Павляшик, Діна Василівна Шептур, Марія Порфилівна Шостак, Микола Іванович Гембік, Софія Василівна Шевчик, Дмитро Йосипович Крам, О. В. Букало, [5,c. 258]
У школі навчалось 320 учнів. Працювати було важко: дві повні зміни  та ще й вечірня школа. Молоді педагоги потребували постійної уваги, допомоги. Жили на найманих квартирах разом з господарями. Потребували вирішення житлової проблеми. За наполегливим клопотанням дирекції школи почалось будівництво двоквартирного будинку для спеціалістів. Будувався він довго нарешті став шостим навчальним корпусом, правда віддалений від основної садиби на 400 метрів. У 1985 році він уведений у дію, що позитивно позначилось на покращенні умов праці. Реформа освіти 1984 року позитивно позначилась і на нашій школі.
Осовецька школа першою в районі перейшла на навчання дітей з шести річного віку. За два роки було створено необхідні умови для навчання, виховання ігрової діяльності та відпочинку підготовчого клас. Відкрили групу продовженого дня.  Для шестирічок було відведено окремий корпус. Забезпечили малюків відповідними меблями, наочними посібниками, технічними засобами, ігровим та спортивним інвентарем. Вчителями та вихованцями працювали М. П. Шостак, О. М. Букало. Один корпус переобладнали на харчоблок. З цією метою підвели холодну і гарячу воду, влаштували каналізацію, придбали технологічне обладнання. В інших корпусах провели капітальний ремонт: перекрили дах, підбили стелі, поштукатурили стіни, підлогу покрили ДСП. Докорінно змінили інтер'єр школи, перепланували подвір'я, розширили його площу, зробили новий спортивний майданчик. Значно збагатили навчально-матеріальну базу школи, зокрема біології, хімії, фізики, трудового навчання, фізичної культури. У всіх замінили парти, бо були трьохмісні, а для старших учнів придбали столи та стільці. Велику допомогу надавали шефи: торгова автоколона, консервний завод, радгосп «Осівецький» (керівники І. В. Кацевич, А. І. Гембік, М. П. Зубач, Ю. О. Грищук), [5,c. 159]
Значною віхою в житті педагогічного колективу стало нове свято " Творчий портрет вчителя ", яке переродилося в наступні роки у традицію. Особливої уваги удостоїлися Сергій Данилович і Валентина Миколаївна Пахачуки, Марія Єлисеївна Моцюк, Галина Адамівна Митчик. Запровадили і посвяту молодих вчителів у педагогічний колектив школи. Першими пошанувальниками стали Світлана Іванівна Леонович, Галина Василівна Остапук, Олександр Леонідович Бенесько. Молодим колегам вручали пам'ятні трудові книжки та факел–символ учительського горіння любов'ю до дітей.
У 1990 році змінюється статус школи, із восьмирічної вона становиться дев'ятирічною.
Економічний та політичний стан справ 90-х років минулого століття у державі позначився і життєдіяльності школи. Значно зменшилась кількість учнів (багато імігрувало до Білорусії). Припинили роботу групи продовженого дня. Припинив роботу дитячий дощкільний, виховний заклад. Скоротились години шкільного компоненту. У два рази зменшились години гурткової роботи. Під скорочення штатів потрапило чимало педагогів та обслуговчого персоналу. Розпалась дитяча організація. Усе це негативно вплинуло на підготовку дітей до школи, позакласну і позаурочну роботу, навчально-матеріальну базу, роботу бібліотеки та інше. Оновився зміст освіти, про те вчителі та учні не мали доступу до науково-методичних посібників, періодики, так як мала місце затримка зарплаті. Учні втратили доступ до дитячих видань. Шкільна бібліотека зубожіла. Однак у таких умовах справно працювала методична служба. Вишукувалися нові форми роботи із вчителями та учнями.
Виросла нова плеяда майстрів педагогічної справи — це Митччик Г. А., Митчик А. Д., Іщик Н. І., Хоцевич Т. С., Митчик А. Д., Бегаль М. Г., Пархомчук В. В., Михалік Л. І., Остапчук В. Т., Решетовський І. І., Шевчик В. В., Іщик Г. І., Дем'яник В. В., Митчик Н. Ф., Сотник В. О., Петрочук В. М., Дем'яник Л. В.
Протягом багатьох років школа не отримувала жодної копійки на розвиток та ремонт. Це було неправомірно, зате ремонти здійснювались ввисокоякісні. Школа стала по-справжньому світлою: біленькі парти, світлі панелі, гарні шпалери. Інтер'єр сприяв створенню затишку, атмосфері спокою та тепла, [3,c. 158]
На зламі століття і тисячоліття відбулися позитивні зміни у житті українців, що звичайно стало поштовхом до нового витка розвитку школи. На цей час сформувався стійкий педагогічний колектив, який працює і донині. Збільшилося фінансування освіти. За бюджетні кошти перебудовано усі грубки і в кожному класі встановлено ще по одній, що допомогло поліпшити тепловий режим. У корпусі № 5 зроблено капітальний ремонт внутрішніх приміщень: стелі підшито пластиком, панелі — вагонкою, змінено підлогу. За сприяння народного депутата України І. М. Єремеєва, місцевих органів самоврядування, благодійників школа поповнилася технічними засобами навчання (музичний центр, факс, магнітофони та інше), спортивним інвентарем та інвентарем для трудового навчання. Протягом останнього десятиріччя склалося особливо хороше співробітництво із священником Сергієм Киселем та Степаном Киселем, сільським головою Цапом В. П., директором тзов «Камінь-Каширська районна друкарня» І. М. Кузьмичем, підприємцями М. І. Свистуном та В. В. Ніщиком, начальником підприємства «Теплокамінь» П. С. Ющиком.
Усе стало підґрунтям для якісної освіти на теренах села Осівці. Учні школи беруть участь в районних заходах, де показують високий рівень навчальної компетенції, умінь та навичок, фізичної та спортивної досконалості, художньо-естетичної майстерності.
Сьогодні славу школі забезпечують творчі педагоги, серед яких Митчик Г. А. — вчитель математики, Митчик Л. І. — вчитель біології, Митчик Т. М. — вчитель фізичної культури, Іщик Г. І. — вчитель української мови, Хоцевич Т. С. — вчитель світової літератури, Козік І. А. — вчитель музичного мистецтва, Козак Н. С. — вчитель географії. Хороші надії подають молоді колеги Іщик А. П. — вчитель історії, та Костючик Т. В. — вчитель математики.
Сумлінно трудяться на педагогічний ниві інші працівники, які повсяк час несуть юним осівчанам світло знань, вселяючи віру і надію і успішну самореалізацію. До них належать Цюрик Л. В., Хоцевич З. М., Михалік С. І., Сацик Н. М., Стоцька С. М., Найдич В. В., Дем'яник О. І.  [4,c.164]
З 2000 по 2013 р. 9 випускників нашої після закінчення Грудківської ЗОШ I—III ступенів отримали золоті та срібні медалі.
Цим досягненням сприяв якісний склад педагогічних працівників. 2013 року в школі працюють 23 вчителі. З них 35 %  - з вищою освітою, 13 % — з першою,17 % — з другою, 35 % — спеціалісти (троє педагогів становлять резерв на підвищення класифікаційних категорій). Середній стаж працюючих становить 18 років, середній  вік — 40 років, 2 вчителі — відмінники народної освіти України, 1 — вчитель методист, 4 — старші вчителі.
Останнє десятиріччя є особливим, бо школа відсвяткувала два своїх ювілеї — 70-річчя та 75-річчя від дня заснування. У 2013 році 80-річчя. З цієї нагоди випускник 1976 року Ющик Петро Семенович подарував школі мультимедійну дошку, а випускниця 1983 року Бебко-Бережна Зоя Яківна — ноутбук.
У 2008 році народилась нова традиція  -  випускники школи закладають сад. Станом на 1 вересня 2013 року ми маємо «Сад випускника 2008 року», «Розарій випускника 2010 року», «Сад випускника 2011 року», «Сад першокласника 2012  року», «Сад випускника 2013 року». З роками не лише школа, а й усе село перетвориться на суцільний сад, [5,c. 125]
Із школи випущено більше двох тисяч учнів. Вони знайшли свою стежину у житті. Одні досягли особливих успіхів, здобули визнання, інші скромною працею заробляють собі на хліб, служать і захищають Батьківщину. Утім усі утвердились, стали громадянами не лише України, а й ближнього зарубіжжя.
1 вересня 2013 року батьки школярів бойкотували свято першого дзвоника, протестуючи проти аварійного стану школи та відсутності будь-якої реакції обласної та районної влади на зазначену проблему, [7,c. 258]
Повідомляє прес-служба Волинської обласної організації ВО «Свобода», [8,c. 25]
Люди бояться віддати своїх дітей в школу, стіни якої готові впасти в будь-яку мить. Шкільне приміщення в якому навчалися ще прабабусі сьогоднішніх першокласників, давно потребує не капітального ремонту і практично не придатне для навчання. Кілька старезних напівзруйнованих, дерев'яних хатинок з гнилими підлогами і дірявими стелями, з підсліпуватими вікнами та трухлявими стінами вміщують в себе понад дві сотні учнів.
Мешканці села Осівці неодноразово зверталися до влади усіх рівнів. Писали і до Президента і до народних депутатів Ігоря Єремеєва та Сергія Мартинюка, і до голови Волинської ОДА Бориса Клімчука та голови Волинської облради Володимира Войтовича. Мова вже не йде про районних керівників. Однак — далі обіцянок діло не доходило.
Нардеп  від округу Ігор Єремеєв клятвено обіцяв власноруч відкрити новозбудовану школу в селі Осівці ще під час першої своєї депутатської каденції з 2002 року по 2006 рік. Те ж саме він обіцяв і під час виборчої кампанії 2012 року.
Комуніст Адам Мартинюк свого часу безапеляційно «поставив» чітку компартійну вимогу до селян: «Проголосуєте 50 — 70 відсотків у селі за КПУ — буде вам школа!»
Варто згадати й місцевого районного депутата, обраного по виборчому округу села Осівці. Це Андрій Михалик, який проживав в селі Осівці і навчався в цій же самій школі. Андрій Михалик є першим заступником голови Камінь-Каширської райдержадміністрації і керівником районного осередку, [7,c. 256]
Будівництво нової школи в вже давно стало наріжним каменем передвиборчих програм депутатів усіх рівнів. Щоразу вони саме цим «купують» осівчан. «Оберіть в районну, обласну, верховну … проголосуйте, а ми вже…» Ну який вітчизняний горе-політик своїми руками ліквідує таку «вигідну» проблему? Про майбутні вибори «думати» треба ж.
Врешті-решт громаді села увірвався терпець.
У травні батьки офіційно звернулися до Камінь-Каширської РДА та Волинської держадміністрації, попередивши, що 1 вересня 2013 року дітей на лінійку до школи не пустять.
Чиновники проігнорували звернення селян.
Абсурд ситуації полягає ще і в тому, що в обласному центрі якийсь секрктар якогось Клімчука «не рекомендує звертатися до голови облдержадміністрації, доки не буде відповіді від районної влади», [5,c. 222]
Тому батьки  школярів заявили: « 1 вересня ми своїх дітей в таку аварійну школу не пустимо! Не хочемо ризику їх життя!».
Лише такий крок привернув увагу посадовців. Буквально через кілька днів вони прибули в Осівці і почали переконувати селян в «нерозумності» такого кроку. А, не досягнувши їх згоди, почали навіть погрожувати прокуратурою. Однак цього разу люди затято взялися за цю справу.
Та першого вересня 2013 року місцеві владці свідомо проїгнорували цей інцидент. Цього дня до Осівців прибув навіть не представник влади, а просто службовець районного відділу освіти завідувачка методкабінету Любов Подшивалкіна. Однак, навряд чи саме з нею хотіли зустрітися осівчати.
Про те, що на перший дзвоник в Осівцях селяни не пустять дітей до школи, районне керівництво було попереджено заздалегідь і в розмовах з осівчанами і за посередництвом численних ЗМІ. Та, як виявилось, і головний педагог району Віктор Пась і голова РДА Іван Вовк вирішили не обтяжувати себе зайвими клопотами. Натомість вони спокійно відвідували навчальні заклади в селах району, вітали учителів, приймали привітання в свою адресу, розповідали про високі досягнення і державну турботу за нашу освіту. [6,c.123]
Єдиним представником Камінь-Каширської районної влади, хто прибув підтримати селян виявились два депутати районної ради від ВО «Свобода» — Козік і Сергій Бартнюк із помічником Олексієм Смолярчуком.
По закінченню урочистої частини, мешканці села зібрались в приміщенні сільського будинку культури аби вирішити — як діяти далі.
Під час зборів було розглянуто пропозицію начальника відділу освіти РДА Віктора Пася. А саме — залишити навчатися учнів молодших класів і місцевій школі, а старших учнів щодня довозити до Каменя –Каширського в ЗОШ № 2. Нібито тимчасово, Батьківські збори вирішили, що пропозицію можна було б прийняти, але за умови навчання в райцентрі усіх учнів (не лише старших). Тай то, тільки в тому випадку, якщо будуть тверді гарантії, що у селі розпочнеться будівництво нової школи.
На Батьківських зборах було прийнято звертається до міністра освіти тоді ще Дмитра Табачника, начальника обласного управління освіти Олександра Хомича, голови Волинської облдержадміністрації Бориса Клімчука, голови Волиньради Володимира Войтовича та Керівників депутатських фракцій облради. Підпис під зверненням поставили 149 батків.
В цьому документі зазначається: «Ми, жителі села Осівці Камінь-Каширського району Волинської області, дуже стурбовані незадовільним аварійним станом шкільних приміщень Осівцівської ЗОШ І-ІІ ступеня.
Ці приміщення побудовані майже 80 років тому, а отже абсолютно непридатні для навчання наших дітей.
Ми неодноразово звертались до органів місцевого самоврядування та обласної державної адміністрації, але ніяких зрушень, крім обіцянок двадцятирічної давності на даний час немає.
Тому ми змушені були піти на радикальні дії і на сьогоднішнє свято першого дзвоника прийшли без своїх дітей.
Районне керівництво проігнорувало наше попереднє звернення і не було присутнє на святі першого дзвоника.
Виходячи із вищевикладеного, ми вимагаємо:
1.Негайно в найближчі терміни розпочати будівництво нового шкільного приміщення Осівцівської школи.
2. На час будівництва нового шкільного приміщення забезпечити навчанням наших дітей у відповідних умовах.
3. Наполягаємо на безпосередній зустрічі із нами голови Волинської ОДА Клімчука Б. П., начальника обласного управління освіти і науки Хомича С. В.,
У випадку ігнорування наших вимог діти відвідувати школу не будуть», [8,c. 76]
Втім аналізуючи поведінку нашої влади їй, схоже начхати на проблеми громадян. Адже вона звикла відвідувати та піаритися лише у елітних навчальних закладах, щоб розповідати там байки про величезну турботу і досягнення Партії регіонів у освітній галузі.
«У селі Осівці Камінь-Каширського району збудують нову школу»
Про це йшлося 2 вересня 2013 року під час оперативної наради у Волинській обласній державній адміністрації. Голова ОДА Борис Клімчук нагадав, що 1 вересня не обійшлося без конфліктів — батьки не пустили дітей на перший дзвоник та вимагали ремонту школи, [2,c. 56]
Кмімчук заявив, що там будуть будувати школу, але ще не знають якого типу. Він пояснив, що за 5 кілометрів від села знаходиться школа № 2 Каменя-Каширського на 1176 місць. Вона завантажена менше, ніж на 700 місць.
«Осівці в планах у нас є. Там переробили проектно-кошторисну документацію. Відійшли від того старого місця. Бо ті Фундаментні блоки вже ні на що не годяться. Ми будемо будувати школу в Осівцях, але нам потрібно добре думати, яку школу там будувати. Або комплексну з дитячим садочком, або іншу з навчанням частини дітей у Камені-Каширському і довезення їх», зазначив голова ОДА, [5,c. 300]
29 Листопада 2016 року з офіційним візитом до Каменя-Каширського району прибув голова обласної державної адміністрації Володимир Гунчик повідомляє РДА.
За робочим графіком очільник най вищої виконавчої гілки влади в області відвідав село Осівці, зокрема місце, де зводиться нова школа. Сюди також прибули начальник відділу освіти райдержадміністрації Віктор Пась, Осівцівський сільський голова  Андрій Михалик, заступник директора підприємства «Житлобуд-2» Роман Козачок, настоятель місцевого Свято-Параскевського  храму протиієрей Сергій Приходько, громада села і дітвора, [5,c. 310]
Після спільної молитви перед початком всякої доброї справи, яку звершив отець Сергій, губернатор спільно із школярами урочисто заклали капсулу з посланням нащадкам у фундамент майбутнього приміщення загальноосвітнього навчального закладу.
– Мені б дуже хотілося, щоб ця школа стала окрасою села, музеєм знань, будинком просвіти, — наголосив під час свого виступу Володимир Петрович.
– Нехай у даному навчальному закладі через два роки пролунає дитячий сміх, відбудуться перші уроки. Адже наша рідна Волинь і Україна роблять все для того, аби бути щасливими.
У райському куточку Волинського Полісся на березі мальовничого озера здіймає до високого неба свої куполи древній Свято-Параскевський храм, який був збудований у 1774 році за кошти прихожан. Досі краєзнавчих музеях району і області зберігаються ікони нашої церкви, датовані  1847 роком. Згідно з постановою Ради Міністрів УРСР від 6 вересня 1979 року 442 церкву віднесено до пам'яток архітектури, що перебувають під охороною держави.
У 2002 році з церкви Святої великомучениці Параскеви до Музею волинської ікони були передані фрагменти старого іконостасу, який був створений Каспером Списацьким, про що свідчив напис на одній з ікон апостольського ряду: «сей иконостась написаль касир списацкий. Года 1847.», [1, c. 91]
Апостольський ряд з підписною іконою залишився у церкві, а до музею потрапили шість ікон празничного ряду, шість ікон пророчого ряду, фрагмент іконостасу « Бог-Отець», навершя « Бог-Отець» та ікона « Святий Миколай». І якщо за однією іконою маляра важко аналізувати його творчість, то тепер з'явилася можливість подивитись «творчий портрет» іконописця.
У 2004 році Т. Єлісєєва у статті «Твори Капсера Списацького у збірці Володимирського краєзновчого музею» висвітлює творчість художника на прикладі ікон з колекції музею Каспер Списацький працював у техніці олійного живопису, яка стає характерною ознакою живопису XIX століття, але у виготовленні іконного щита він використовував звичні прийоми підготовки дошки до малювання темперою — основи його ікон проклеєні полотном, а потім пролевкашені. Його твори за стилістико-образним вирішенням стоять на грані професійного і народного живопису, поєднуючи засади іконопису і живопису на релігійні теми, який стає переважаючим в образотворчому мистецтві XIX століття. Вони є яскравим прикладом втілення традицій ікономалювання  в провінційному варіанті, [1,c.  95]
Дерев'яна церква в ім'я святої Великомучениці Параскеви побудована у 1774 році на кошти прихожан. У 1777 році храм був освячений.
У 1875 році храм перекритий із дерев'яної покрівлі на жерстяну. У 1883 році прихожанами побудована при храмі нова дерев'яна дзвіниця.
Новий іконостас в три яруси  встановлений прихожанами (за 300 руб) у 1894 році. У 1896 році церква зовні пофарбована.
Належав Свято-Параскевський прихід  до парафії села Грудки, що в той час мала назву Ольблє-Рускоє, [1,c. 96]
Пережив храм різні лихоліття, війни та атеїстичні часи. Він вистояв, і сьогодні є памяткою архітектури. Храм увесь час діяв, звершувалось богослужіння. Священослужителі сіяли Слово Боже у серця людські, і недаремно, адже віра в осівецьких прихожан і посьогодні тверда і непохитна. Люди дякують своїм наставникам та памятають про них.
До 1933 року у храмі переховувалось рукописне Євангеліє з початку XVIII століття, у кінці якого переписувачам додавався рукописний словник для пояснення незрозумілих євангельських слів, [1,c. 98]
У 40–50-х роках XX століття прилягаюча до церкви місцевість була рівною, болотяною з монотонним поліським пейзажем, який переривався смужками зелених масивів.
Церковна садиба знаходилась над самим озером, скраю села. Берег в цьому місці пологий, рівний, тому вода підходила майже під церковну огорожу, примітивно зроблено навколо приміщення. Із західного боку від села стояв штахетник з хвірткою і воротами.
Церква сховалась в старих розрослих деревах. Уже за кілька десятків метрів її не було видно.  Лише згодом за рішенням сільської ради було зрізано 2 в'язи, 1 дуб, 1 липу, 1 граба, тому що вони становили загрозу для будівлі і життя людей.
В архітектурному плані церква була побудована просто і скромно. Відкритий майже квадратний ґанок вів через головні двері в нижній ярус дзвіниці квадратної форми, з якої вели двері в притвір, зробленим значно ширшим, ніж дзвіниця. Притвір був з'єднаний дерев'яною відкритою аркою з центральною частиною храму, [2,c. 126]
Вівтар — прямокутної форми був розташований в центральній частині церкви. З південного боку вівтаря була зроблена понамарка, яка виступила своєю зовнішньою північною  стіною за межі центральної частини. Східна стіна понамарки зв'язана з вівтарем.
В центральній перед вівтарній частині на стіні від притвотної частини були хори, тобто балкони, призначені для хористів. Стеля в цьому місці низька, співалось важко. Була погана акустика. Тому ці хори зняли. З тих пір хорисьти співають на крисалі. Щоб розширити площу центральної частини забрано задню стіну притворної, залишено по 70 сантиметрів зліва і справа для підтримки кріплення основного зрубу, [2,c. 127]
Зліва в притворній частині понад північною стороною була громіздка драбина, що вела на дзвіницю. Її забрано і зроблено вертикальну, гвинтоподібну, металеву.
Фундаменту, у теперішньому розумінні слова, церква не мала, але мала підмуровку з польового каменю, утрамбованого піском. Тому сам зруб стояв на землі. Отож зуміли майстри залити в землі міцний фундамент, а цоколь виклали з силікатної цегли. Таким чином піднято церкву на 70 сантиметрів.
Примітний паркан замінено на металевий і гарними воротами. Кругом церкви викладено плиткою доріжки, [2,c. 125]
Понамарка вирішена як добудова до головного корпусу храму. Її карниз значно нижче головного карнизу і вирішений більш скромно і гарніше. Пономарка накрита односкатною покрівлею, коньок якої підходить під головний карниз..
Дзвіниця трьохярусна. Перший ярус має стіни нижче стін основного храму і карниз цього ярусу прикритий бляхою, не доходить до головного карнизу храму. Другий ярус дзвіниці також квадратний, але значно менший першого ярусу, має стіни ще нижчі і закінчується таким же чином як і перший. Другий ярус переходить у третій, восьмигранний, при чому нерівносторонній. В трьох стінах цього ярусу розташовані вікна, які відчиняються з середини на зовню.
Коньок  покрівлі головної частини підходить під карниз третього ярусу, прикритого восьмигранним шатром, завершеним таким же барабаном і цибулиною з хрестом.
Віконні пройоми по одному в бічних стінах першого ярусу дзвіниці, притвору, центральної частини і вівтаря зроблено скромно з гладенькими наличниками і усе на одному рівні, хоча й одного типу, [2,c. 130]
Стіни зроблені з соснових пластин, внутрішньо пофарбованих олійною фарбою, а із зовні обшиті струганими дошками рядами в горизонтальному напрямку і пофарбовані у  сіро-голубий колір.
Фундаменту церква не мала, але дзвіниця мала цегляну підмуровку.
Нижня обв'язка була прикрита старою, частково знищеною відливною дошкою.
Задній фронтон церкви вирішений просто i цілком гладенько. Не дивлячись на те, що село славилось своїми теслярами i столярами, і що в самому селі було чимало цікавих елементів  дерев'яного зодчества., церква осівцівська була зроблена досить скромно і просто без усяких цікавих різних наличників і карнизів.
З північного боку церкви збудовано криничник у вигляді восьмигранника зі шпилем. Збудовані підсобки для господарських цілей, [2,c. 285]
Треба зазначити, що робота проводилась  в радянський період. А це значить, що такі справи присікались, ініціаторів переслідували. Отже доводилося вдаватися до різних хитрощів, окозамилювання. На кожне діло потрібна була «бумажка», а її треба було написати так, щоб «державні мужі» не побачили справжніх цілей. Криміналом вважалось навіть використання жовтих та блакитних фарб.
Існують перекази, пов'язані з перебудовою церкви в радянські роки. Був у селі чоловік який за першим покликом приходив щось допомогти в церкві. Маючи на увазі ремонтні роботи.  Але він був глухий. Цього разу зробивши роботу попросився зайти у вівтар. Що там сталося, ніхто не знає. Але після того цей чоловік через кілька днів зняв свій слуховий апарат і більше ніколи не одягав його. Став чути.
У 1949 році у державі проводилась інвентаризація храмових споруд, у результаті якої на церкву біло складено паспорт. Слід зазначити, що церква була постійно діючою. Навіть у роки тотального атеїзму на всю округу у цьому куточку Полісся діяло лише три храми: в селах Хотешів, Осовці та Камені-Каширському (церква на Волі), [3,c. 127]
У різний час настоятелями церкви були священики: Лівіцький-Борщевський Сергій (1925 р.);
Ціхоцький;
Коровіцький;
Прасовський Роман (1936 р.);
Галінковський Михайло (1948—1958 р.);
Ярощук Петро (1958—1968 р.).
7 років не було постійного священика. Доїжджали Зосімович з Ворокомле, Михалевич Косьма з Верхів, Кристецький Феодосій з Камінь-Каширського.
Дуда Іван (1975—1989 р.);
Черевко Петро (1989—1991 р.);
Литвин Анатолій (1992—1993 р.);
Геналюк Віктор (1994—1997 р.).
З лютого 1997 року знову настоятелем є прот. Петро Черевко, який на привеликий жаль трагічно загинув у травні 2007 року.
З його приходом у духовному житті села багато що змінилося. З його ініціативи було організовано заняття Слова Божого. А то були 90-ті роки. Хоча утиску державного уже не було, але «своєвольнічати» не дозволялось. Особливо важко було зробити перший крок керівникам установ. Адже потрібно було виділити приміщення, дати дозвіл дітям на відвідування цих занять. Першовідкривачам завжди важко. А ризик в разі успіху облагороджує людину. Консультація завідувача району Р. Д. Чечотки допомогла директору школи та голові сільської ради позитивно вирішити питання.  Відвідувало заняття Слова Божого сотня дітей. Отець Петро учив їх молитов, Божих заповідей, давав уроки поведінки в божому храмі. Відчутнішою стала роль церкви у вихованні молоді, [3,c. 268]
Священник був частим гостем на шкільних урочистостях. Напередодні кожного навчального року проводилися урочисті богослужіння для школярів. Першого вересня отець Петро освячував учнів святою водою, благословляючи на розумову працю.
Кожен новобранець перед відходом у армію йде на сповідь. Чимало хлопців несли послушництво.
Отець Петро перевінчав майже всіх односельчан. Адже в радянський час вінчалися одиниці. Тому на вінчанні стояло за один раз по 10 і більше пар молодят і не тільки. А одного разу їх було 18. Вінчались ті, що в парі прожили і по 10 років, вінчались і ті що по 30. Після таких урочистостей гуляли люди вінчальні весілля., [2,c. 258]
Завдяки активній діяльності о. Петра духовне життя успішно розвивалось. У рокові свята та престольне свято, у церкві було особливо людно. З'їжджалися звідусіль осівчани, приходило також чимало гостей з навколишніх сіл, щоб взяти участь в урочистих Богослужіннях саме нашої церкви.
Настоятелем поставлений молодий священник Сергій  Кисель племінник покійного отця Петра.
Саме прот. Сергій, за фінансової  підтримки прихожан цього храму, було зроблено ремонт церкви із середини. Повністю було змінено внутрішній і зовнішній вигляд церкви.
Куполи церкви отримали новий золотистий колір.
Стіни та стеля отримали новий орнамент, над кожною іконою було дуже гарно, у церковному стилі, розмальовано. Також додав трішки інновації до старенької святині. Було поставлено акустичну систему, як із середини чотири колонки так із зовні церкви, також мікрофони у вівтарі і на клірусі. Ця акустична система працює і до сьогодні.
Також було збудовані нові вхідні ворота перед входом до храму. Цегляні ворота у вигляді арки, а на зовні було нанесено декоративну штукатурку. Самі ворота було виготовлено із кованої сталі на замовлення, [8,c. 147]
Опалення всієї церкви, було змінено з електричного на дерев'яне. Тобто опалювалась церква, не завдяки електроенергії, а вже через спеціальну змуровану піч у приміщені для технічного приладдя. Від технічного приміщення проведено теплотрасу і власне підключено до всієї опалювальної системи церкви.
Слід зазначити, що у церкві, не дивлячись на те, що тривають ремонтні роботи, церковні богослужіння, літургії, вечірні та святкові богослужіння, здійснювались вчасно і відповідно до його розпорядку.
З 2011 р. Указом митрополита Луцького і Волинського Ніфонта настоятелем був прот. Стефан Кисель, батько священника прот. Сергія Киселя, духівник Камінь-Каширського благочиння, який згідно прохання у 2013 р. Призначений кліриком цього ж храму.
З 2013 р. Настоятелем призначений прот. Сергій Іванович Приходько.
За роки служіння цього священика відбулось також чимало змін.
Місцева дерев'яна церква зведена у 1774 році, посвячена у 1777 році. Стіни будівлі опираються на кам'яний фундамент. У 1833 році над бабинцем збудували дерев'яну дзвіницю — з того часу силует церкви змінений. У 1894 році до церкви справили новий іконостас. У 1875 році ґонтове покриття дахів замінили бляшаним. Зовнішні стіни церкви помальовані у 1896 році, [2,c. 147]
Сучасний вигляд церкви збережений після ремонту ще в 1980-х рр. Під час ремонту, ймовірно, збільшили висоту шпилю дзвіниці, до бабинця прибудували ґанок. Тоді ж нагребені даху нави влаштували великий ліхтар з маківкою. Церква в користуванні громади Московського патріархату. Стоїть біля західного берега озера, у центральній частині села. Пам'ятка архітектури національного значення.
Все минає і вчорашній день уже став історією. А те, що було багато років тому ми повинні пам'ятати і знати.
Вихором полум'я пронеслась Перша світова війна. До  того часу і відноситься жіночий бунт, як всерйоз чи жартома називають ті далекі події. Фронт то наближувався до села, то віддалявся. Курява не влягалась на дорозі. Грабунок, насильство були вірним супутниками ворогів, і де тільки вони з'являлись, горе плач неслись селом. Та люди не зносили цих знущань. Одного пам'ятного дня, почувши звістку, що в селі з'явились кайзерівські грабіжники, з хат повиходили всі: старі й малі. Дехто — з вилами, з граблями, сокирами, рогачами, а дехто — просто з кулаками і прокльонами. Жива сила навалилась на ворога з усіх боків. Де й поділась їх писатість.
Дорого поплатились за це. Майже все село було спалене, пограбоване, чимало людей вбито, поранено.

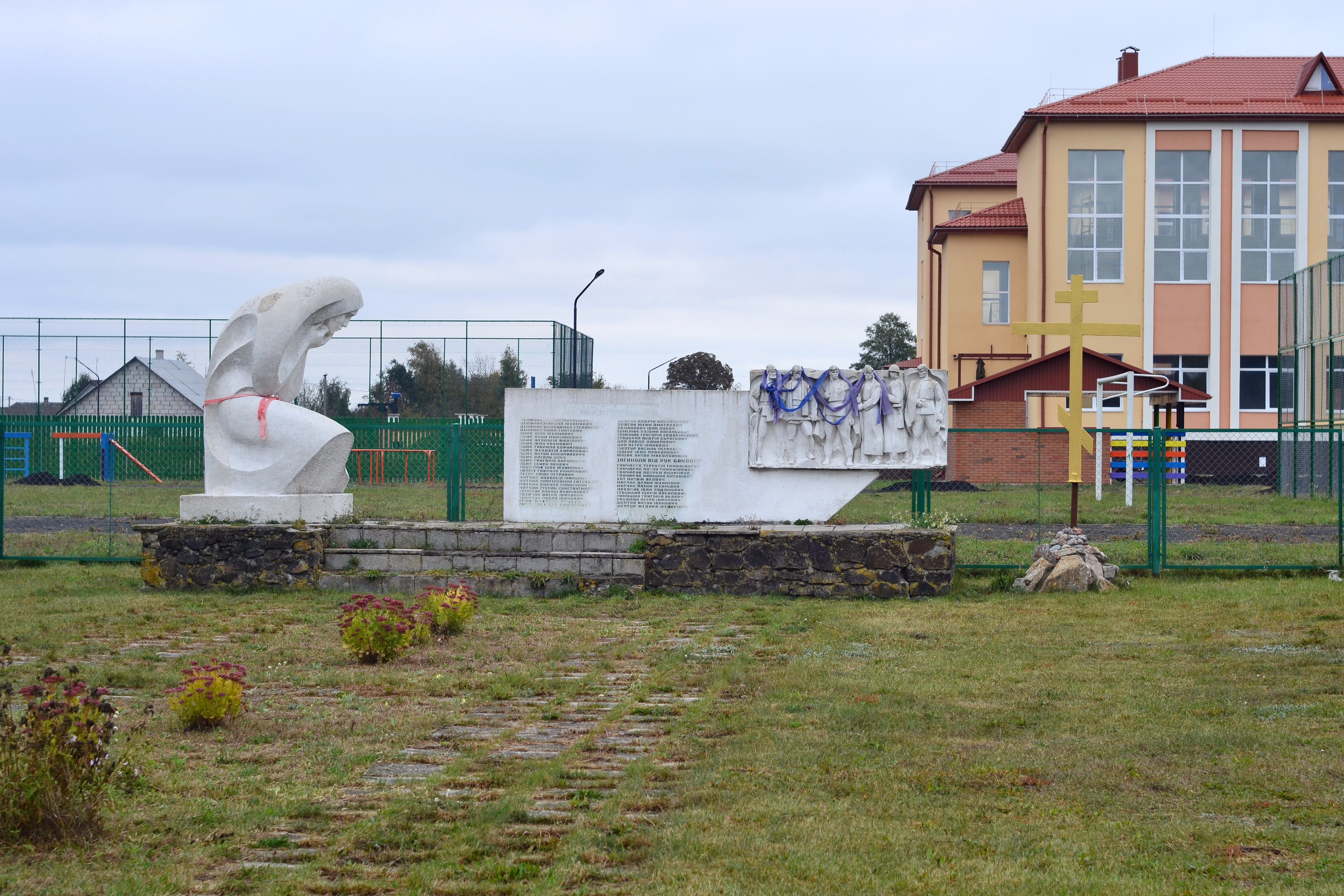
Пам'ятник землякам

Важким випробуванням для селян, як і для усього краю, була Велика Відчизняна війна. У діючу армію були призвані 150 чоловік. Не повернулось із фронту близько 40 солдатів. Там, на дорогах війни, серед могил відомих і невідомих солдат, сплять вічним сном  герої з далекого поліського села Осівці. А груди тих хто пройшов фронтовими дорогами, прикрашали бойові ордени та медалі за хоробрість і відвагу. Серед них — Кот Петро Якович (орден Слави III ступеня), Іван Констянтинович Митчик (орден  слави III ступеня, медаль «За відвагу»), Микола Герасимович Хлистик, Іван Никифорович Плясун, Митрофан Йосипович Стоцький, Платон Герасимович Хлистик та багато інших, [3,c. 147]
На жаль, відійшли вже у вічність усі ветерани села. Та вдячні нащадки вшановують їх  пам'ять та рівняють свої кроки на героїв.
Список імен загиблих, викарбованих на обеліску слави :
1. Дем'яник Степан Мартинович.
2. Дем'яник Микола Юхимович.
3. Дем'яник Володимир Степанович.
4. Дем'яник Адам Гнатович.
5. Іщик Іван Юхимович.
6. Іщик Клим Максимович.
7. Іщик Феодосій Фадійович.
8. Іщик Іван Наумович.
9. Іщик Гаврило Корилович.
10. Іщик Феодочій Кирилович.
11. Іщик Антон Миколайович.
12. Іщик Василь Ілліч.
13. Іщик Григорій Кирилович.
14. Кошелюк Іван Юхимович.
15. Калюх Гаврило Романович.
16. Лесик Наум Романович.
17. Митчик Феодосій Іванович.
18. Митчик Пантелеймон Євтухович.
19. Митчик Вакула Панасович.
20. Митчик Степан Констянтинович.
21. Нестерук Лукаш Андрійович.
22. Пахачук Йосип Іванович.
23. Пахачук Павло Іванович.
24. Лесик Михайло Якович.
25. Лесик Євстахій Дмитрович.
26. Плясун Андрій Никифорович.
27. Плясун Юхим Дмитрович.
28. Романович Іван Лукич.
29. Семенюк Кузьма Васильович.
30. Семенюк Григорій Євдокимович.
31. Стоцький Андрій Борисович.
32. Цап Павло Данилович.
33. Шептур Василь Петрович.
34. Ющик Іван Прокопович.
35. Ющик Антон Миколайович.

## Сучасність
У жовтні 1948 році в селі почала діяти сільськогосподарська артіль імені Островського. Головами були Лесик Наум Романович, Митчик Михайло (Мажулик), Іщик Іван Потійович, Кістенко Петро (1959 до 1961 р.), Пастушок Іван (до 1958 р.), Боровик Б. В., Макарчук Сергій  Вікторович, Романович Павло Іванович, 1 січня 1983 року радгосп « Камінь-Каширський» реорганізувався у радгосп «Осівецький». Директором останнього був Макарчук Павло Васильович. Пізніше  на базі даного радгоспу утворилась агрофірма «Овцівсівська» на чолі з Грищуком Юрієм Онуфрійовичем.
Згодом Агрофірма стала Сільськогосподарським виробничим кооперативом (СВК) «Осівецький». Керівником був Микола Петрович Яцук, А після нього і по 2011 рік його очолювала, вперше за всю його історію, жінка — Хомич Людмила Андріївна. Так як і решта кооперативів інших сіл та районів за складних фінансових проблем СВК «Осівецький» у 2011 році припинив свою виробничу діяльність. Землі, які йому належали, були розділені між людьми, які мали частку на земельний пай. Розподілом земельних ділянок, мав право здійснювати на той час сільський голова Цап В. П.
І не зважаючи на те, що змінювались назви колективного господарства, в усі роки працювали осівчани самовіддано. Про це свідчать високі нагороди — визнання їхньої праці. Хлистік-Стоцька Параска Сергіївна — за особливі заслуги в праці нагороджена орденом Леніна. Митчик Ганна Констянтинівна, будучи ланковою  радгоспу «Камінь-Каширський» була нагороджена медалями: " За трудовое отличие ", " Ветеран труда ", та орденом « Трудового Червоного прапора».
У 1939 році в селі стала діяти сільська рада.
Головами сільських рад були Стоцький Андрій Борисович, Гончарук Антон, Гончарук Терешко, Хлистік Платон Герасимович (1946 р.), Стоцький Митропан Йосипович (учасник Ленінградської блокади), Кистенюк Петро (1948 р.), Михалик Гайов Павлович. Сільська рада в селі існувала до 1960 року, а потім село належало до грудківської сільської ради.
У 1991 році знову відродилась, проте не Осовецька, а Осівцівська сільська рада, головою якої був обраний Дем'яник Степан Андрійович, який до цього вчителював у Грудківській середній школі. Секретарем сільвинкому була обрана вчителька місцевої школи Марія Єлисеівна Моцюк. Сільська рада тимчасово розмістилася в одному з приміщень місцевої школи.
З 2006 року по 2014 рік головою  був Цап В. П.
З 25. 10. 2014 року черговими виборами, сільським головою став, Михалик Андрій Васильович, який зробив величезний вклад у розвиток, покращення і розцвіт села. Очистка озера, будування відпочивального комплексу біля озера, безпосередньо впливав на будівництво школи.

## Освіта
В 2019 році в селі було збудовано нову школу.